# Burgruine Griffen
Die Burgruine Griffen war eine Höhenburg auf dem Griffner Schlossberg, hoch über Griffen in Kärnten, Österreich.

## Geschichte
Die Burg wurde zwischen 1124 und 1146 von den Bamberger Fürstbischöfen erbaut. 1160 nannte Kaiser Friedrich I. die Burg Grivena als Bamberger Besitz von alters her. Bis 1425 gehörte zur Burg die Blutgerichtsbarkeit. 1292 besetzte Ulrich von Heunburg bei einem Aufstand gegen den Sohn von König Rudolf, Herzog Albrecht I., die Festung. 1293 musste Ulrich die Burg wieder verlassen. 1759 endete die Bamberger Herrschaft. Die Burg wurde der Kärntner Herrschaft einverleibt. Es gab dann mehrere Besitzer hintereinander, nämlich Maria Theresia, dann die Grafen Egger und schließlich die Freiherrn von Helldorf. 
Im 16. Jahrhundert fand ein großer Umbau der Burg statt. Die Grundfläche betrug etwa 4000 m². 1659 zerstörte ein Blitzeinschlag einen der Türme. 1768 fand in der Burg der letzte Gottesdienst statt und 1840 wurden die maroden Dächer eingerissen. Im Jahr 2000 wurde mit der Sanierung der Ruine begonnen. Ein Wanderweg führt jetzt den Schlossberg hoch zur Burgruine Griffen.

## Sonstiges
Im Inneren des 130 m hohen Schlossberges befindet sich die Griffener Tropfsteinhöhle. Der Berg besteht aus gelblichem Kalkstein.